# Histoire Naturelle des Végétaux. Phanérogames
Histoire Naturelle des Végétaux. Phanérogames (abreviado Hist. Nat. Veg.) es una obra con descripciones botánicas que fue escrita por el botánico francés Edouard Spach. Fue publicada en París, en 14 volúmenes y un atlas en los años 1834-1848.
Edouard Spach fue secretario de Charles-François Brisseau de Mirbel (1776-1854). Cuando de Mirbel pasa a profesor en el Museo Nacional de Historia Natural de Francia, él le sigue y pasa allí toda su vida. 